# ズゼ
ズゼ(愛称であり本名はスザンナ)
（1990年4月5日 - ）は、神戸市立王子動物園で飼育されているメスのアジアゾウである。このゾウは自然保育でないながらも3頭の子供を産んだことで知られている。

## 略歴
1990年4月5日、ラトビア共和国リガ動物園でメスの子象が生まれた。このゾウは後に「スザンナ」と名付けられた。
ズゼが生まれてから約3ヶ月後、ズゼは母親と死別し急遽人工保育で育てられた。ズゼの母ゾウはロシアのモスクワ動物園から借り受けていたもので、代わりにズゼをモスクワ動物園に返還しなければならない状況になったが、ズゼと別れたくない一心で始めたリガ市民の募金活動で集まったお金を代わりに渡すことで交渉は成立した。
1996年、ズゼは震災で大変な人たちを元気付けるためと、先に来園していたオスゾウの「マック」と結婚する2つの目的で、ズゼは神戸市立王子動物園に移動することになった。リガ市民はなかなか移動を認めなかったが、結婚相手のマックの映像が公開されるとリガ市民は移動を認めた。
まず、陸路・海路でドイツまで渡独、そこから陸路でフランクフルト国際空港迄陸路で行き、そこから空路で新東京国際空港迄空路で輸送された。来日後は夜通しトラックで10日間神戸迄陸路で行き、ようやくマックの待つ神戸に到着した。
ズゼはオスゾウ「マック」とめでたく結婚し、2000年には交尾が確認された。そして2002年に子象を生むが死産に終わり、2004年に国内初のアジアゾウの出産に成功し「モモ」を産んだ。しかしズゼは前述の通り母親と早くに死別した為子育ての仕方を学習する機会がなく、さらに初産のため授乳ができなかった。結果モモは人工保育で育ち、2005年4月25日右前足の骨折で死亡した。
2007年、ズゼは3度目の出産をし、国内初のオスの赤ちゃん「オウジ」を産んだ。だがズゼは今回も育児放棄をし、オウジも人工保育で育つ。そして翌年オウジは1歳の誕生日を迎えるが、2ヶ月後に骨軟化症を発症し、2012年4月7日死亡。
2013年、ズゼは4度目の妊娠をし、2度と同じ過ちを繰り返さないよう条件の整った「市原ぞうの国」に移動した。出産予定日は2014年5月下旬。ゾウの出産アシスト目的の移動は初めてであり、この移動がズゼを一躍有名にさせた。
2014年6月、ズゼは無事オスの赤ちゃん「結希」を出産したが、今回も子育てをせず、代わりに市原ぞうの国のゾウ「プーリー」が子育てをしている。ズゼは同年12月に王子動物園に帰園した。